# Androgyny
"Androgyny" – singel rockowego zespołu Garbage z ich trzeciego albumu studyjnego Beautiful Garbage, a także pierwszy i główny utwór promujący ten album.
Singel został wydany w nieodpowiednim momencie – we wrześniu 2001 roku, tuż po zamachach na World Trade Center i Pentagon – w związku z czym, podobnie jak inne utwory muzyczne wydane w tym okresie, nie spotkał się z mocną promocją medialną.
Tsunami Productions zrealizowało do utworu wideoklip, którego reżyserii podjął się Donald Cameron. Teledysk powstał sierpniem 2001 r. w Londynie.

## Zawartość singla
brytyjskie wydanie CD (#1)
1. “Androgyny”
2. “Begging Bone”
3. “Androgyny (Felix Da Housecat Thee Glitz Mix)"

brytyjskie wydanie CD (#2)
1. “Androgyny”
2. “Androgyny (The Neptunes Remix)"
3. “Androgyny (The Architechs Remix)"

brytyjskie wydanie 12" vinyl
1. “Androgyny (Felix Da Housecat Thee Glitz Mix)"
2. “Androgyny (The Architechs Remix)"

australijskie wydanie CD
1. “Androgyny”
2. “Begging Bone”
3. “Androgyny (Felix Da Housecat Thee Glitz Mix)"
4. “Androgyny (The Architechs Remix)"

japońskie wydanie CD
1. “Androgyny”
2. “Androgyny (Felix Da Housecat Thee Glitz Mix)"
3. “Androgyny (The Architechs Remix)"
4. “Androgyny (Felix Da Housecat Thee Drum Drum Mix)"

## Pozycje na listach
| Notowanie (2001)          | Najwyższa pozycja |
| ------------------------- | ----------------- |
| Greek Singles Chart       | #1                |
| Hong Kong Singles Chart   | #5                |
| New Zealand Singles Chart | #11               |
| Canadian Singles Chart    | #19               |
| Australian Singles Chart  | #21               |
| Japanese Singles Chart    | #22               |
| UK Singles Chart          | #24               |
| Italian Singles Chart     | #46               |
| Swedish Singles Chart     | #54               |
| Romanian Singles Chart    | #56               |
| German Singles Chart      | #93               |